# Acacia dilatata
Acacia dilatata är en ärtväxtart som beskrevs av George Bentham. Acacia dilatata ingår i släktet akacior, och familjen ärtväxter. Inga underarter finns listade i Catalogue of Life.